# Cabanillas
Cabanillas è un comune spagnolo di 1 485 abitanti situato nella comunità autonoma della Navarra.